# R&A世界高爾夫博物館

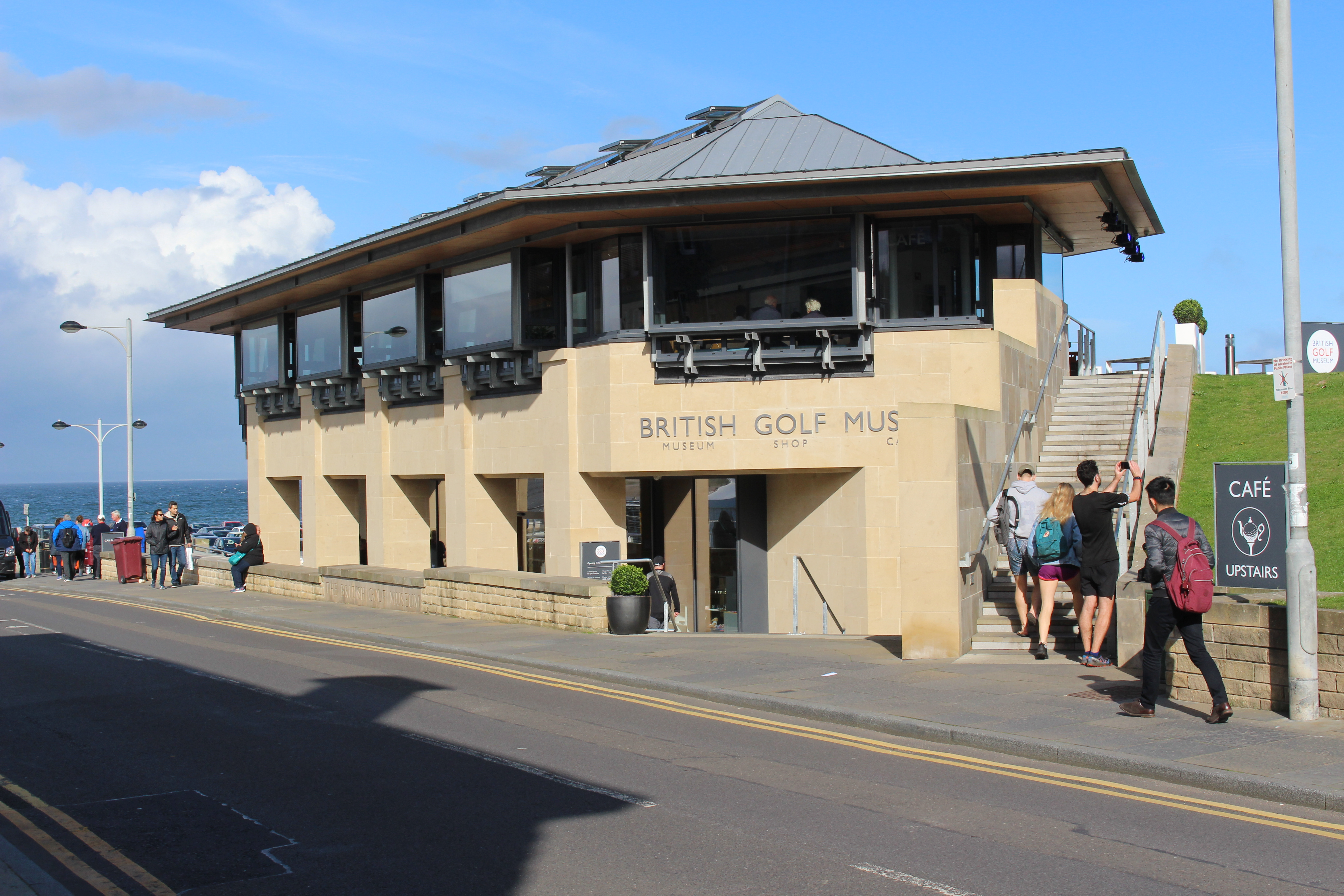

R&A世界高爾夫博物館（The R&A World Golf Museum），舊名英國高爾夫博物館（British Golf Museum），是英國的一座以高爾夫球為主題的博物館。這座博物館位於蘇格蘭聖安德魯斯皇家古老高爾夫俱樂部會所的對面，由The R&A所有運營。博物館開業於1990年。

## 外部連結
- Official site （页面存档备份，存于）

56°20′37″N 2°48′09″W / 56.343571°N 2.802383°W